# Daytime Emmy Awards 1997
La cerimonia della 24ª edizione dei Daytime Emmy Awards (24th Daytime Emmy Awards) si è tenuta al Radio City Music Hall di New York il 21 maggio 1997 e ha premiato i migliori programmi e personaggi televisivi del 1996.
La cerimonia è stata presentata da Susan Lucci.

## Daytime Emmy Awards

### Migliore serie drammatica
- General Hospital
- Febbre d'amore (The Young and the Restless)
- Il tempo della nostra vita (Days of Our Lives)
- La valle dei pini (All My Children)

### Migliore attore in una serie drammatica
- Justin Deas (Buzz Cooper) – Sentieri (Guiding Light)
- Peter Bergman (Jack Abbott) – Febbre d'amore
- Eric Braeden (Victor Newman) – Febbre d'amore
- David Canary (Adam Chandler / Stuart Chandler) – La valle dei pini
- Anthony Geary (Luke Spencer) – General Hospital

### Migliore attrice in una serie drammatica
- Jess Walton (Jill Abbott) – Febbre d'amore
- Jensen Buchanan (Vicky Hudson) – Destini (Another World)
- Genie Francis (Laura Spencer) – General Hospital
- Susan Lucci (Erica Kane) – La valle dei pini

### Migliore attore non protagonista in una serie drammatica
- Ian Buchanan (James Warwick) – Beautiful (The Bold and the Beautiful)
- Maurice Benard (Sonny Corinthos) – General Hospital
- Stuart Damon (Alan Quartermaine) – General Hospital
- Brad Maule (Tony Jones) – General Hospital
- Aaron Lustig (Tim Reid) – Febbre d'amore
- Scott Reeves (Ryan McNeil) – Febbre d'amore

### Migliore attrice non protagonista in una serie drammatica
- Michelle Stafford (Phyllis Romalotti) – Febbre d'amore
- Eva La Rue (Maria Santos Grey) – La valle dei pini
- Vanessa Marcil (Brenda Barrett) – General Hospital
- Victoria Rowell (Drucilla Winters) – Febbre d'amore
- Jacklyn Zeman (Bobbie Spencer) – General Hospital

### Migliore attore giovane in una serie drammatica
- Kevin Mambo (Marcus Williams) – Sentieri
- Steve Burton (Jason Morgan) – General Hospital
- Jonathan Jackson (Lucky Spencer) – General Hospital
- Shemar Moore (Malcolm Winters) – Febbre d'amore
- Joshua Morrow (Nicholas Newman) – Febbre d'amore

### Migliore attrice giovane in una serie drammatica
- Sarah Brown (Carly Benson) – General Hospital
- Sharon Case (Sharon Newman) – Febbre d'amore
- Christie Clark (Carrie Brady) – Il tempo della nostra vita
- Kimberly McCullough (Robin Scorpio) – General Hospital
- Heather Tom (Victoria Newman) – Febbre d'amore

### Migliore team di sceneggiatori di una serie drammatica
- Febbre d'amore
- La valle dei pini
- General Hospital
- Il tempo della nostra vita

### Migliore team di registi di una serie drammatica
- Febbre d'amore
- General Hospital
- Il tempo della nostra vita
- La valle dei pini